# Demetri Mosque
Demetri Mosque (en llatí Demetrius Moschus, en grec Δημητριος Μόσχος) fou un escriptor romà d'Orient autor dels argumentum als Λιθικά, que porten el nom d'Orfeu. Queden glosses d'aquest poema en manuscrits. Va viure al segle xv.